# Війна. Український рахунок
«Війна. Український рахунок» — український 9-серійний документальний фільм режисера Сергія Буковського про події Другої Світової війни, знятий у 2002 році на «Студії 1+1». Вперше демонструвався в передачі «Документ» Юрія Макарова.

## Стислий огляд
Нас довго навчали, що ніякої війни в Україні не було, а діялося все те в Радянському Союзі. Наявність самої України у ті часи, у відриві від Радянського Союзу, й досі трактують часом як вигадку «панів з галичанських закутків, котрим примарилося щось таке самостійне й автономне». Тому й вести мову про підсумки цієї війни з української точки зору було неприпустимим. Тому існує підтвердження — Олександр Довженко спробував зробити це в сценарії «Україна в огні» й отримав вердикт «націоналіста» і до самої смерти не зміг його позбутись.
Існує й інший приклад з історії кіна. У 1970-ті в СРСР було зроблено 20-серійний фільм, котрий мав два варіанти: для співвітчизників і для Заходу. За кордоном він демонструвався під назвою «Невідома війна». Невідомою вона й понині залишається для багатьох людей, які є нащадками тих, хто брав в ній участь. Надто багато матеріалу поховано під величезним шаром ідеологійних мітів, а то й просто відвертої неправди. Сергій Буковський зняв стилістично стриманий фільм саме про те, чим же була ця страшна війна для українців. Фільм виглядає досить неупередженим, адже там головною ідеєю було не винесення обвинувачувальних вироків, а фіксація голосів минулого. Авторське кредо щодо свого фільму звучить так: «Вдивляючись без гніву, ми зберігаємо надію на майбутнє».
Кожна з дев'яти серій має свою проблемно-тематичну визначеність. У фільмі демонструється величезна кількість воєнної хроніки, незрідка тієї, яка досі не була на екранах. А як і була, то в іншій інтерпретації. Та найголовніше — це свідки тих подій, для кого війна стала майже основною частиною їхньої долі. Автор фільму намагається зберегти об'єктивність, надаючи можливість висловитися усім, навіть якщо їх погляд на одну й ту ж саму подію є діаметрально протилежним.
Буковський не намагається заперечити чи змінити офіційні судження про війну, він не змагається з істориками. Він просто дає слово людям, чий рахунок війні — особистий і незаідеологізований. Як сказано в заключному закадровому коментарі, хто раніше мовчав — надто драматично думали й згадували вони війну, надто не вписувалися їхні версії в історичний офіціоз. А «без них рахунок неповний…».
За режисуру цього фільму Сергій Буковський був удостоєний української премії «Телетріумф» (2003).